# 阿富汗女孩

阿富汗女孩，1984年12月攝

阿富汗女孩（英語：Afghan Girl）是摄影记者史蒂夫·麥居里拍攝的一張照片，相片中人物為阿富汗的一名女孩夏帕特·古拉（又譯莎巴特·古拉，1972年—）。
在阿富汗战争時，她住在巴基斯坦的避难所里。麥居里在那为她拍摄了这张照片。这张照片在1985年6月號国家地理杂志登上封面。當時她約12歲。有人將此照片與達文西的畫作《蒙娜丽莎》產生聯想，因此有时她被称作阿富汗的蒙娜丽莎。

## 照片
依據普什图人种族划分，古拉是地位較低下的。
1984年，在苏联轰炸阿富汗时，古拉被安置至巴基斯坦的纳西尔巴格难民营。
1980年代初，她的村庄遭到苏联軍事直升机的攻打。苏阿战争中她的父母被杀害。所以她不得不和兄弟姐妹、祖母远赴位于邻国巴基斯坦的纳西尔巴格难民营。1980年代末，古拉结婚，在1992年返回阿富汗。古拉有三个女儿：罗比娜，Zahida和阿丽亚。第四个女儿在婴儿期死亡。儘管古拉期望，但三個女兒皆無受教育。

## 1984年的照片
在1984年的纳西尔巴格难民营，古拉的照片由国家地理的摄影师麥居里用柯达克罗姆胶卷，尼康FM2相机和Nikkor 105mm F2.5镜头拍摄。预打印由地理艺术服务中心（总部设在乔治亚州的玛丽埃塔）润色完成。当时，古拉是在难民营内的非正规学校的学生，麦凯瑞抓住了拍摄阿富汗女人的珍贵机会，并传神地捕捉到了她的形象。
虽然人们不知道她的名字，但是这张题为“阿富汗少女”的照片出现在了1985年6月的国家地理杂志的封面上。她的脸用红色的围巾披着，她锐利的海绿色的眼睛直直地盯着照相机。这一形象成为20世纪80年代阿富汗的冲突和世界各地的难民局势的象征。在国家地理杂志的历史上，这张图像被称为最知名的照片。

## 寻找阿富汗女孩
17余年以来，阿富汗少女的真正身份一直未知。直到2001年美国的军队和当地盟友瓦解了塔利班政权以后，阿富汗仍然很大程度对西方媒体封闭消息。尽管麦凯瑞在20世纪90年代的时候做过很多尝试试图找到她，但是他还是没有找到。
在2002年1月，国家地理队前往阿富汗去寻找这张著名照片的主角。当麦凯瑞获知纳西尔巴格难民营将很快关闭后，他询问了剩余的居民。其中有一个人认识古拉的弟弟，并表示可以向她的家乡带话。然而，有一些妇女走上前来误认，自己就是那位著名的阿富汗女孩。此外，在1985年照片公布后，很多年轻的男子也谎称那女孩是自己的妻子古拉。
最终，在古拉大概30岁的时候，国家地理队在阿富汗的一个偏远地区找到了古拉。她已经在1992年从难民营回到了她的祖国。专家利用生物识别技术确认了她最终的身份，通过照片和她本身的虹膜的精确比对，最终几乎完全肯定她就是阿富汗女孩。她生动地回忆了当年被拍摄的情况，她只被拍到过三次：1984年的那一次，和国家地理制片人寻找她的期间拍摄的使她与麦凯瑞重逢的识别照片。可是，在2002年1月外界给她看这张照片之前，她从来都没有见过她自己这张著名的肖像 。

## 传奇故事
2002年4月，更多有关于她的近照被作为封面故事被刊登在国家地理杂志上，并且她也成为了在2002年3月播出的「寻找阿富汗女孩」的电视纪录片的主角。在她的认可下，国家地理成立了阿富汗女孩基金，一个致力于教育阿富汗女孩和年轻妇女的慈善组织。2008年，基金的范围扩大到包括男孩在内的孩子，随即基金名称也改为了阿富汗儿童基金。
2010年，南非摄影师乔迪·比伯在2010年赢得世界新闻摄影年度奖，照片的内容是一个被她分居的丈夫割伤面部的阿富汗受害者手中的阿富汗受害者Bibi Aisha。Bibi Aisha的照片中，阿富汗女孩受到了启发：“对于我来说，这意味着把历史性的时刻放进视角。这不仅仅是一张照片”，她说。

## 後續
古拉在2015年2月27日，於巴基斯坦境內為取得護照而行賄，並遭拘留，惟立即由阿富汗接回安置。

## 外部連結
- A Life Revealed （页面存档备份，存于）
- High-resolution image （页面存档备份，存于） on deviantArt
- 互联网电影数据库（IMDb）上《Search for the Afghan Girl》的资料（英文）
- Cover Story （页面存档备份，存于）
- Before and After - The Afghan Girl (1984 and 2002) - National Geographic
- 'Afghan Girl': Taking National Geographic's Most Famous Photo （页面存档备份，存于）, FORA.tv, "The Chautauqua Institution", YouTube, July 29, 2010. (Video clip)